# Poupée d'ivoire
Poupée d'ivoire est une série de bande dessinée, créée par Franz en 1987 pour le magazine Vécu. Cette série paraît ensuite en neuf albums aux éditions Glénat, de 1988 à 2005. Elle conte l'histoire d'une jeune chinoise de bonne éducation, tombant amoureuse du fils d'un chef barbare. Cette histoire d'amour est saluée comme une « ode à la différence » et une « somptueuse fresque épique ».

## La trame
En Chine à l'époque de la dynastie Tang, Yu Lien est une jolie jeune adolescente, cultivée, issue d'un milieu intellectuel. Lorsque ses parents meurent, elle est vendue par une concubine de son père, à un trafiquant qui la revend à une « maison de fleurs », en fait une maison close. Elle se retrouve voyageant pour Feng Tcheou, attaquée sur la route avec les autres voyageurs par une bande de barbares venus du Nord. Le fils du chef de cette bande, Timok, tombe amoureux de Yu Lien et l'épargne. C'est le début d'une idylle originale et belle, sur fond historique de guerres et de violences,.

## Les personnages
Yu Lien est une jeune Chinoise, jolie, bien éduquée et instruite, issue d'un milieu intellectuel. Timok, plus rustre, est le fils d'un chef barbare. Très différents l'un de l'autre, ils tombent cependant éperdument amoureux à leur première rencontre,.

## Historique de la série
Franz est l'auteur du scénario et des dessins de cette série, qui paraît à partir de 1987 dans le magazine Vécu. Cette série est ensuite publiée en neuf albums aux éditions Glénat, de 1988 à 2005,.
Le neuvième album était inachevé à la mort de Franz en 2003. Il est poursuivi et terminé par François Corteggiani pour le scénario et Michel Faure pour le dessin.

## L'auteur et la série
Selon Patrick Gaumer, Franz décrit bien la Chine de l'époque, mais cherche surtout à mettre en scène une belle histoire d'amour, qui est aussi une « ode à la différence, hymne sentimental ». Henri Filippini évoque le trait puissant et réaliste de Franz au service d'une « somptueuse fresque épique aux décors sauvages et captivants ».

## Albums
1. Nuits sauvages, Glénat, 1988, 46 planches  (ISBN 2-7234-0910-4) ;
2. La griffe de bronze, Glénat, 1989, 46 planches  (ISBN 2-7234-1015-3) ;
3. La reine oubliée, Glénat, 1990, 46 planches  (ISBN 2-7234-1145-1) ;
4. Le tombeau Scythe, Glénat, 1993, 46 planches  (ISBN 2-7234-1215-6) ;
5. Le roi des singes, Glénat, 1995, 46 planches  (ISBN 2-7234-1605-4) ;
6. Le juge, Glénat, 1998, 46 planches  (ISBN 2-7234-1948-7) ;
7. La femme lynx, Glénat, 1999, 46 planches  (ISBN 2-7234-2749-8) ;
8. Loups, Glénat, 2001, 46 planches  (ISBN 2-7234-3063-4) ;
9. Timok Khan, Glénat, 2005, 46 planches  (ISBN 2-7234-3851-1), achevé après la mort de Franz, par François Corteggiani et Michel Faure.